# کوئمادو (تگزاس)
کوئمادو (به انگلیسی: Quemado) یک منطقهٔ مسکونی در ایالات متحده آمریکا است که در شهرستان ماوریک، تگزاس واقع شده‌است. کوئمادو ۰٫۳ کیلومتر مربع مساحت و ۲۳۰ نفر جمعیت دارد و ۲۳۹ متر بالاتر از سطح دریا واقع شده‌است.